# Gutorfölde vasútállomás
Gutorfölde vasútállomás egy Zala vármegyei vasútállomás, Gutorfölde településen, a MÁV üzemeltetésében.
A belterület északi széle közelében helyezkedik el; közúti elérését a 7545-ös útból kiágazó 75 326-os számú mellékút (települési nevén Vasút sor) biztosítja.

## Vasútvonalak
Az állomást az alábbi vasútvonalak érintik:
- Zalaegerszeg–Rédics-vasútvonal

## Kapcsolódó állomások
A vasútállomáshoz az alábbi állomások vannak a legközelebb:
- Rádiháza megállóhely (Zalaegerszeg–Rédics-vasútvonal)
- Ortaháza megállóhely (Zalaegerszeg–Rédics-vasútvonal)

## Forgalom
| Járat        | Útvonal | Gyakoriság                    |
| ------------ | --- | ----------------------------- |
| személyvonat | Zalaegerszeg – Bocfölde – Sárhida – Bak – Baktüttös – Tófej – Rádiháza – Gutorfölde – Ortaháza – Csömödér-Páka – Iklódbördőce – Lentiszombathely – Lenti – Rédics | Napi 4 pár                    |
| személyvonat | Zalaegerszeg – Bocfölde – Sárhida – Bak – Baktüttös – Tófej – Rádiháza – Gutorfölde – Ortaháza – Csömödér-Páka – Iklódbördőce – Lentiszombathely – Lenti          | Nyári menetrendben napi 1 pár |